# Frank Perry (Musiker)
Frank Perry (* 25. Juni 1948 in Hampstead, London) ist ein britischer Perkussionsmusiker, der zunächst im Bluesrock und dann in der freien Improvisationsmusik tätig war und heute vorrangig Meditationsmusik spielt.

## Leben und Wirken
Perry war seit 1964 autodidaktisch als Schlagzeuger tätig, zunächst in der Rhythm-and-Blues-Band Abstract Sound; seit 1966 spielte er Chicago Blues mit den Black Cat Bones, zu denen auch Paul Kossoff gehörte, und die im Londoner Marquee Club Musiker wie Champion Jack Dupree und Eddie Boyd begleiteten. Kurzzeitig gehörte er während der Formationsphase auch zu Henry Cow. 
Mit Evan Parker und Derek Bailey spielte er 1968 im von ihm geleiteten Trio, mit Parker auch in Formationen von Alan Davie, mit Bailey auch in dessen Group und später in der Company. Seit 1968 entwickelte er seine Soloprogramme, für die er sein Schlagzeug um Gongs, Holzblöcke, Klangschalen, Zymbeln und selbst erfundene obertonreiche Instrumente mit lang andauernder Schwingung bereicherte. Solokonzerte spielte er etwa in der Tate Gallery, in Ronnie Scott’s Jazz Club sowie in zahlreichen Universitäten und Colleges in England und Brüssel. In der Gruppe Balance trat er mit dem Gitarristen Ian Brighton und dem Cellisten Colin Wood auf, später auch mit Phil Wachsmann und Radu Malfatti. Während der 1970er-Jahre war er an mehreren Projekten von Keith Tippett beteiligt (Centipede, Ovary Lodge, Ark), auch arbeitete er mit Gary Windo, Chris McGregor und Mongezi Feza. 
Parallel zu seinen Solokonzerten leitete er seit Ende der 1970er-Jahre eigene Gruppen, die teilweise aus Obertonsängern bestanden. Weiterhin arbeitete er auch mit Brian Eno (New & Rediscovered Musical Instruments: Obscure No. 4), David Sykes, Paul Horn (Inside the Magic of Findhorn), Tim Wheater (Heartland) und David Sylvain (Ember Glance, Approaching Silence) zusammen. Für den Film Ten Bulls (2005) von Kim Bour hat er die Musik verfasst.

## Diskografische Hinweise
- For The Love Of… (mit Evan Parker, 1972)
- Blueprint (mit Keith Tippett, Roy Babbington, Keith Bailey, Julie Tippetts, 1972)
- Balance (mit Ian Brighton, Colin Wood, Radu Malfatti, Phil Wachsmann, 1973)
- Ovary Lodge (mit Keith Tippett, Julie Tippetts, Harry Miller, 1974)
- Paul Lytton/John Stevens/Frank Perry/Eddie Prévost/Trevor Taylor: Improvising Percussionist (1974, solo auf einem 13-Minuten-Stück)
- Deep Peace (1983)
- New Atlantis (1984)
- Zodiac (1989)
- Chakra Healing (2001)